# Mary-Ambre Moluh
Mary-Ambre Moluh, née le 9 septembre 2005 à Champigny-sur-Marne (Val-de-Marne), est une nageuse française spécialiste des épreuves de dos.

## Carrière
Mary-Ambre Moluh est médaillée d'argent du 100 mètres dos et du relais 4 × 100 mètres 4 nages aux Championnats d'Europe juniors de natation 2021 à Rome.
Elle est sacrée championne de France du 50 mètres dos  aux Championnats de France de natation 2022 à Limoges.
En 2023, à l'occasion des Championnats d'Europe en petit bassin à Otopeni elle remporte sa première médaille internationale sénior en s'octroyant la troisième place sur 100 m dos.